# Gwenc'hlan
Ne doit pas être confondu avec Gwenlann.
Gwenc'hlan (ou Kian ou Guinclaff) est un barde légendaire breton du VIe siècle.
Selon Hersart de la Villemarqué, auteur du Barzaz Breiz, Gwenc'hlan serait le sujet et l'auteur d’une gwerz, recueillie peut-être à Nizon ou Melgven, appelée Diougan Gwenc'hlan (La prophétie de Gwenc'hlan). Dans ce texte, le barde est emprisonné  et a les yeux crevés pour avoir refusé de se convertir au christianisme. Il chante alors qu'il n'a pas peur de mourir et élabore une prophétie où il sera vengé.
Une œuvre est attribuée à Gwenc'hlan : Dialogue entre le Roi Arthur et Gwenc'hlan. Écrite vers 1450, elle est citée par Dom Le Pelletier et Grégoire de Rostrenen au XVIIIe siècle. Ce poème, conservé dans l’abbaye de Landévennec a disparu pendant la Révolution avant que Francis Gourvil ne retrouve, en 1924, la copie de Dom Le Pelletier. Le breton employé est déjà marqué par l’influence du français. Selon Grégoire de Rostrenen, le barde qui demeurait entre Roc'h-allaz et le Porz-gwenn, au diocèse de Tréguier, était plutôt un astrologue dont les prophéties faisaient encore référence chez les Bretons de son époque.
La légende du barde du VIe siècle serait en grande partie modifiée par La Villemarqué qui se serait inspiré  des auteurs du XVe siècle aussi bien que d’autres contes traditionnels. Il cite, entre autres, des bardes gallois du VIe siècle comme  Taliesin, Aneurin,Llywarch Hen. Dans l’introduction de son œuvre, La Villemarqué nous parle de Gwenc'hlan sous deux aspects. Le premier, comme agriculteur, pilier de l’existence sociale chez les anciens Bretons. Il en ressort une citation du barde :
- Abarz ma vezo fin ar bed ; Falla douar ar gwella ed
- « Avant la fin du monde, la plus mauvaise terre produira le meilleur blé ».

Le second aspect le présente comme barde luttant contre le christianisme qui prend de l'ampleur :
- Les hommes du Christ seront traqués et hués comme des bêtes sauvages.